# Serratipula
Serratipula is een ondergeslacht van het geslacht van insecten Tipula binnen de familie langpootmuggen (Tipulidae).

## Soorten
Deze lijst van 4 stuks is mogelijk niet compleet.
- T. (Serratipula) cylindrata (Doane, 1912)
- T. (Serratipula) graminivora (Alexander, 1921)
- T. (Serratipula) marina (Doane, 1912)
- T. (Serratipula) tristis (Doane, 1901)